# Simfonies de Schubert

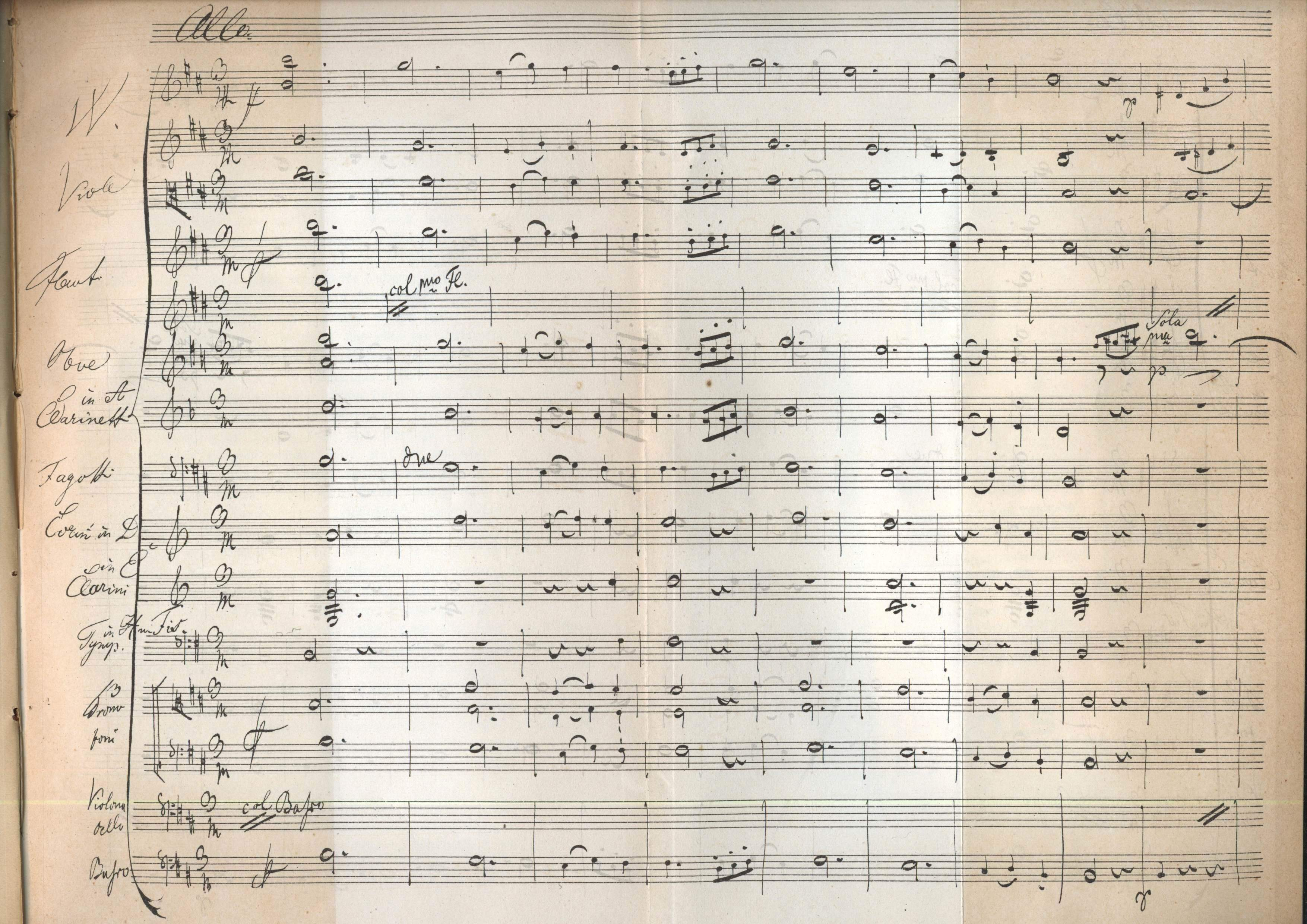
Facsímil de 1885 del tercer moviment de la Simfonia núm. 8, "La Inacabada". Apareix a la biografia de J. R. von Herbeck.

Franz Schubert va completar set simfonies i en va deixar unes quantes més sense acabar; una de les seves simfonies incompletes, la Simfonia Inacabada està entre les seves obres més populars.
Les seves simfonies es poden agrupar en dos períodes: 
- Les 6 primeres, compostes abans dels 21 anys (1818)
- Les darreres simfonies, amb diversos obres a mig fer (com la Simfonia Inacabada) i una gran simfonia, la núm. 9 en do major.

## Simfonies primerenques
L'any 1818, Schubert ja havia completat 6 simfonies:
- D D 2B, Simfonia en re major [anteriorment 997] (1811?, existeix el fragment del primer moviment)
- D D 82, Simfonia núm. 1 en re major (1813)
- D 125, Simfonia núm. 2 en si bemoll major (1814–1815)
- D D 200, Simfonia núm. 3 en re major (1815)
- D 417, Simfonia núm. 4 en do menor, "Tràgica" (1816)
- D 485, Simfonia núm. 5 en si bemoll major (1816)
- D 589, Simfonia núm. 6 en do major, "Petita en do major" (1817–1818)

Sobre les influències rebudes cal observar que la Quarta simfonia té com a referent la música de Beethoven i també la del moviment artístic de l'Sturm und Drang, la Cinquena simfonia la influència de Mozart, i la Sisena simfonia la de la música de Rossini. Schubert havia escoltat música de Rossini abans de compondre la seva Simfonia núm. 6 i va quedar molt impressionat i, evidentment, va incorporar l'estil de Rossini en la seva música.

## Simfonies tardanes
A part de la Gran en do major (D. 944), tota la resta de projectes de simfonies tardanes de Schubert van quedar inacabades.
- D D 615, esbós d'una Simfonia en re major (1818, existeix un esbós per a piano de dos dels moviments).
- D D 708A, esbós d'una Simfonia en re major (posterior a 1820; existeix un esbós per a piano de tots quatre moviments)
- D 729 , Simfonia núm. 7 en mi major (1821, existeix un esbós de tots quatre moviments)
- D D 759, Simfonia (núm. 8) en si menor, "Inacabada" (1822, "Inacabada" – existeixen dos moviments complets i un fragment de l' "Scherzo" del tercer moviment; l'"Entre-Acte nach dem I. Aufzug", D 797 Núm. 1, és possiblement el quart moviment)
- D D 936A, Esborrany d'una Simfonia (núm. 10) en re major (1828?, existeix un esbós per a piano de tots tres moviments)
- D D 944, Simfonia (núm. 9) en do major, "Gran en do major" (1825? I 1828, idèntica a l'anomenada Simfonia "Gmunden-Gastein", D D 849)

## Simfonies inacabades
Les quatre simfonies inacabades – D. 615, D. 708A, D. 729 (la setena), i D. 759 (la vuitena)– són fites en el desenvolupament simfònic de Schubert. Estan situades entre la Simfonia núm. 6 i la Simfonia núm. 9. Les quatre simfonies presenten diferents estats de desenvolupament: 
- D. 615, té part de la música de només de dos moviments (Allegro i Finale).
- D. 708A, té part de la música de tots quatre moviments.
- D. 729 (la núm. 7) estructuralment està acabada però no va ser plenament orquestrada.
- D. 759 (la núm. 8) té els primers dos moviments complets i orquestrats i un tercer moviment en un esquema per a piano incomplet.

Després de compondre la Simfonia núm. 6, Schubert va patir una crisi en la seva producció simfònica, i no tenia clar si seguir el camí tenint a Rossini com a referent. La influència de Beethoven persistiria en tota la seva obra simfònica, però Schubert aviat creà el seu propi estil i volia explorar territori nou. Curiosament, ell havia escrit les seves primeres sis simfonies directament en una partitura per a orquestra, sense esborranys anteriors per a piano, però en la D 615 i la D 708A només sobreviu la música per a piano. Va retornar a escriure directament per a l'orquestra en la Simfonia núm. 7 i existeixen apunts per a piano de la Simfonia núm. 8. Aquests quatre simfonies inacabades ens mostren com era Schubert que, en una carta de mitjans de la dècada de 1820 havia dit que estava preocupat, "tot planejant un camí per [escriure] una magnífica simfonia [plans que realitzaria en la Novena simfonia]"; així, cal entendre la composició dels seus quartets de corda, l'octet i aquestes simfonies inacabades com a passos intermedis dins aquest gran pla musical. D'aquesta manera, aquest elevat nombre de grans simfonies inacabades troben una justificació com a mitjà per arribar a la gran Novena simfonia.

## Numeracions de les simfonies
La confusió sobre la numeració de les simfonies de Schubert va sorgir bastant aviat, especialment amb relació a la Simfonia en do major, D 944, "Gran en do major". George Grove, que va redescobrir moltes d'aquestes simfonies, va establir la numeració següent després de la seva visita a Viena el 1867:
- Núm. 7: Simfonia en mi major, D 729. completament esbossada però no amb totes les indicacions de Schubert, amb múltiples afegits històrics i moderns)
- Núm. 8: Simfonia en si menor, D 759 "Inacabada"
- Núm. 9: Do major, D 944 Gran Simfonia en do major

Breitkopf & Härtel, quan preparaven la publicació de les obres completes del 1897, inicialment planejaven publicar només les obres acabades –haurien donat el núm. 7 a la Simfonia "Gran en do major"–, i només alguns "fragments", incloent el de la Simfonia "Inacabada" i l'esborrany D 729, no donant-lis cap numeració. Quan Johannes Brahms assumí l'edició general del projecte, va assignar els números següents:
- Sense número: Simfonia en mi major, D 729
- Núm. 7: Simfonia en do major, D 944, "Gran en do major"
- Núm. 8: Simfonia en si menor, D 759 "Inacabada"

Alguns del desacords continuaren durant el segle xx. George Grove, en el seu A Dictionary of Music and Musicians (Diccionari de Música i Músics) de 1908, va assignar la Simfonia "Gran en do major" com a núm. 10, i la Inacabada com a núm. 9. No queda clar en els escrits de Grove quines són les núm. 7 i 8: si simfonies completes, fragments o altres opcions.
La revisió del Catàleg Deutsch de 1978 deixa l'ordre de la següent manera: 
- Sense número: Simfonia en mi major, D 729
- Núm. 7: Simfonia en si menor, D 759 "Inacabada"
- Núm. 8: Simfonia en do major, D 944, "Gran en do major"[3]

En conseqüència, generalment les partitures disponibles de les simfonies més tardanes poden ser publicades fent servir numeracions conflictives.
Grove i Sullivan també suggereixen que podria haver-hi hagut una simfonia perduda. Poc abans de la mort Schubert, el seu amic Eduard von Bauernfeld va deixar constància de l'existència d'una simfonia addicional, que va datar del 1828 (tot i que això no indica necessàriament l'any de composició) que va anomenar la "Letzte" o "darrera" simfonia. Brian Newbould creu que aquesta "darrera" simfonia fa referència a l'esborrany en re major (D 936A), que Ernst Hilmar va identificar el 1977, i que va ser denominada per Newbould com la Desena simfonia. El fragment va ser relacionat amb altres fragments de simfonies (D 615 i D 708A).
En conclusió, el resultant i l'ordre més habitual que es segueix és:
- Núm. 7: Simfonia en mi major, D 729
- Núm. 8: Simfonia en si menor, D 759 "Inacabada"
- Núm. 9: Simfonia en do major, D 944, "Gran en do major"
- Núm. 10: Simfonia en re major, D 936A

### Numeració de les simfonies
Les següents fonts il·lustren la confusió al voltant de la numeració de les simfonies tardanes de Schubert. La Simfonia "Inacabada" apareix publicada de manera diversa com a Núm. 7 i Núm. 8, tant en alemany com en anglès. Totes aquestes edicions va aparèixer per ser impreses el 2008.
- Schubert, Franz. Symphony, No 7, D 759, B minor, "Unfinished" (en alemany).  Bärenreiter, 1996. OCLC 39794412. German-language publication of the Unfinished Symphony score as No. 7.
- Schubert, Franz. Symphony No. 7 in B minor D 759 Unfinished Symphony.  Eulenburg, 2008. ISBN 978-3-7957-6529-3. English-language publication of the Unfinished Symphony score as No. 7.
- Schubert, Franz; Reichenberger, Teresa. Symphony No. 8 in B minor, D. 759 Unfinished, 1986. ISBN 978-3-7957-6278-0. English-language publication of the Unfinished Symphony score as No. 8.